# Romance on the Range
Romance on the Range è un film del 1942 diretto da Joseph Kane.
È un film western statunitense con Roy Rogers, Sally Payne e George 'Gabby' Hayes.

## Produzione
Il film, diretto da Joseph Kane su una sceneggiatura di J. Benton Cheney, fu prodotto da Kane, come produttore associato, per la Republic Pictures e girato a Lake Sherwood, nella Sherwood Forest e nel Vasquez Rocks Natural Area Park in California. Il titolo di lavorazione fu Springtime in the Rockies.

## Colonna sonora
- Coyote's Serenade - scritta da Bob Nolan, cantata da Roy Rogers e dai Sons of the Pioneers
- O-o-oh, Wonderful World - scritta da Tim Spencer e Sam Allen, cantata da Roy Rogers, George 'Gabby' Hayes e dai Sons of the Pioneers
- Rocky Mountain Lullaby - scritta da Tim Spencer e Roy Rogers, cantata da Roy Rogers e dai Sons of the Pioneers
- Sing As You Work - scritta da Bob Nolan, cantata da Roy Rogers, Linda Hayes, Sally Payne e dai Sons of the Pioneers
- When Romance Rides the Range - scritta da Glenn Spencer, cantata da Roy Rogers e dai Sons of the Pioneers

## Distribuzione
Il film fu distribuito negli Stati Uniti nel 1942 al cinema dalla Republic Pictures. È stato distribuito anche in Portogallo con il titolo Justiça de Vaqueiro.